# Projet Marienia
Marienia est un projet immobilier prévu à Cambo-les-Bains. Promu par la société Bouygues Immobilier et le bailleur social Office 64, il comprend 94 logements sur un terrain de 3,8 hectares. 

## Historique
Le projet prévoit la construction de quarante cinq logements individuels par le promoteur Bouygues Immobilier et de quarante logements sociaux et neuf maisons en bail réel solidaire portés par le bailleur social Office 64. La mairie souhaite s'appuyer sur ce projet immobilier afin d'augmenter un taux de logement sociaux situé en-dessous du seuil fixé par la loi SRU (environ 8% contre 25%).
Le terrain appartient à Francis Salagoïty, co-président de l'Aviron bayonnais avec le maire de Cambo Christian Devèze jusqu'en 2018. 
Le Plan local d'urbanisme de Cambo-les-Bains est modifié en 2009 afin de rendre le terrain constructible, décision confortée par le PLU de 2019.

## Opposition et poursuites judiciaires
Plusieurs collectifs et associations s'opposent à un programme immobilier qui conduirait à l'artificialisation de terres pouvant servir à l'agriculture, et se trouvant en contradiction avec le Projet d’aménagement et de développement durable (PADD) du territoire, menaçant notamment une zone classée Natura 2000 et une zone humide ZNIEFF. Le projet est ainsi érigé en symbole de la disparition des terres arables, deux fois plus rapide au Pays basque qu'au niveau national, sur fond de crise du logement et de spéculation foncière. Les opposants dénoncent également le manque de volontarisme de la mairie pour faciliter l'accès au logement, puisqu'elle refuse notamment d'augmenter la taxe sur les résidences secondaires (Cambo en dénombre près de 800) et d'appliquer la mesure de compensation sur les meublés touristiques. 
En décembre 2022, la maquette du projet exposée à l'agence Bouygues Immobilier d'Anglet est recouverte de terre afin d'enterrer symboliquement le programme. Quatre personnes sont arrêtées près d'un an plus tard et font l'objet d'un procès intenté par le promoteur. Elles sont condamnées à 8 742 euros de dommages matériels en appel,.
En décembre 2023 , des opposants au projet manifestent durant une séance du conseil municipal de Cambo, accusant le maire de refuser de les recevoir. Ils réitèrent leur manifestation lors des vœux du maire en janvier 2024 puis lors d'une nouvelle séance du conseil municipal en avril 2024, à l'issue de laquelle le maire Christian Devèze chute dans une bousculade,,. Trois personnes sont arrêtées quelques mois plus tard et accusées de "violences aggravées" ; leur procès est programmé en septembre 2025.
Le permis de construire est validé par le tribunal administratif de Pau en juillet 2024 mais plusieurs collectifs se pourvoient en cassation. Le PLU modifié en 2019 est également validé par la justice en octobre 2024, décision confirmée par le Conseil d’État en août 2025.
Une nouvelle manifestation est organisée en mai 2025, à l'issue de laquelle des plantations sont effectuées sur la parcelle, et un "serment des makila" est pris par près de 500 personnes,.